# Serious (programma televisivo)
Serious è un insieme di documentari a puntate naturalistici/d'avventura in presa diretta per ragazzi (tipo "Talent show") prodotti nel Regno Unito dalla BBC dal 2002 al 2011.
Comprende le serie Serious Jungle (realizzata nel 2002), Serious Desert (2003), Serious Desert Diaries (2004), Serious Arctic (2005), Serious Amazon (2006), Serious Andes (2007) e Serious Ocean (2008).
Serious Jungle, Serious Desert, Serious Arctic, Serious Amazon e Serious Andes sono stati trasmessi in Italia nel 2009 su Rai 3 nel programma Trebisonda e poi replicati negli anni seguenti su Rai 2 e Rai Gulp.

## Le selezioni
Periodicamente, il servizio di Talent scouting della BBC (BBC Talent, oggi chiamato New Talent) indice delle selezioni tra ragazzi da 12 a 15 anni per formare un'équipe di otto elementi da mandare in spedizione nei luoghi più estremi della terra, per aiutare specie animali a rischio di estinzione, realizzare progetti ambientali e compiere esperienze avventurose.
Tra le migliaia di ragazzi che contattano la BBC, che devono rispondere a un questionario, ne vengono selezionati 500 per approfondire la conoscenza e affrontare alcuni giorni di prove in studio. Dopo altre scremature, i 16 semifinalisti vengono condotti con i due coordinatori nel Lake District o in Galles, per affrontare un duro weekend di prove (attraversare cunicoli, nuotare in acque gelide, superare burroni su ponti sospesi e teleferiche, discendere rapide, ecc.)
L'ultima prova consiste sempre nell'accamparsi sulla cima di una montagna dopo averla scalata con tutto il materiale.
La domenica i coordinatori scelgono i finalisti, in base al loro atteggiamento; i 16 ragazzi vengono divisi in due gruppi separati e a ciascuno viene data la bella o la cattiva notizia.
L'ultima fase della selezione viene ripresa e messa in onda prima della serie.

## Redazione

### Ideatore
- Marshall Corwin

### Coordinatori di spedizione
- Bruce Parry
- Emma Jay
- Ben Major
- Polly Murray

### Operatore di ripresa
- Nigel Bradley

### Voci narranti
Inghilterra
- Kate Sanderson (2002)
- Fearne Cotton (2003–2007)
- Sophie Okonedo (2008–2011)

Italia
- Maura Ragazzoni

## Serious Jungle (2002)
Scelti tra 1000 candidati, otto avventurieri sono stati mandati a costruire una piattaforma per il cibo nel cuore della giungla del Borneo, per aiutare alcuni oranghi reimmessi in natura dopo essere stati salvati dal bracconaggio. I ragazzi sono rimasti nella giungla per tre settimane. Gli accompagnatori sono stati i noti esploratori inglesi Bruce Parry e Emma Jay.

### Gli avventurieri[1]
| Nome            | Età | Località d'origine          | Nazionalità |
| --------------- | --- | --------------------------- | ----------- |
| Daniel Harrison | 12  | St. Helens, Merseyside      | Inghilterra |
| Imogen Forbes   | 13  | London                      | Inghilterra |
| Hannah Davis    | 15  | Sidcup, Kent                | Inghilterra |
| J.C. Lee        | 14  | Nantwich, Cheshire          | Inghilterra |
| Laura Baker     | 14  | Berkhamstead, Hertfordshire | Inghilterra |
| Luke Gibson     | 14  | Basildon, Essex,            | Inghilterra |
| Susan Wokoma    | 14  | London                      | Inghilterra |
| Larry Downing   | 15  | Robertsbridge, East Sussex  | Inghilterra |

Larry, nel 2007, ha fatto da testimonial alle selezioni per Serious Ocean, per aiutare i candidati.

## Serious Desert (2003)
Tra 6500 candidati, otto avventurieri sono stati scelti per andare in Namibia e tentare di salvare i rinoceronti neri. Hanno dormito all'aperto in mezzo alle dune e hanno visto rinoceronti, zebre, giraffe, leoni, gazzelle, sciacalli serpenti, scorpioni and elefanti. Hanno costruito un recinto per cammelli e marciato per 8000 km nel deserto della Namibia fino alla Costa dello Scheletro. Tornati dalla serie precedente, Bruce Parry ed Emma Jay hanno guidato il gruppo.

### Gli avventurieri[6]
| Nome    | età | Località d'origine | Nazionalità      |
| ------- | --- | ------------------ | ---------------- |
| Aimee   | 15  | Belfast            | Irlanda del Nord |
| Chris   | 15  | Devon              | Inghilterra      |
| David   | 15  | Edimburgo          | Scozia           |
| Ellie*  | 13  | Londra             | Inghilterra      |
| Holly   | 13  | Bristol            | Inghilterra      |
| Martin  | 14  | Londra             | Inghilterra      |
| Perry   | 14  | Sunderland         | Inghilterra      |
| Promise | 13  | Londra             | Inghilterra      |

(*) Ellie ha compiuto 14 anni durante la spedizione.
Come Larry (Serious jungle), Promise ha collaborato alla serie nel 2007.

## Serious Arctic (2004)
Per partecipare a questa serie si sono candidati 9000 ragazzi, tra cui sono stati scelti otto avventurieri, che si sono recati all'Isola di Baffin, in Canada, dove hanno controllato gli spostamenti degli orsi polari, alla guida di slitte trainate da cani. Le tempeste di ghiaccio hanno complicato notevolmente le cose, costringendo i ragazzi a restare più di una settimana barricati nelle tende. Serious Arctic è stata la serie di maggior successo del format e ha ricevuto cinque premi (vedi sezione relativa). Hanno guidato la spedizione il tenente colonnello dell'esercito britannico Ben Major e, come di consueto, l'esploratrice Emma Jay.

### Gli avventurieri[7]
| Nome               | Età | Località d'origine    | Nazionalità |
| ------------------ | --- | --------------------- | ----------- |
| Adam               | 12* | Liverpool             | Inghilterra |
| Fabian Rivers      | 12* | Birmingham            | Inghilterra |
| Courtenay Hamilton | 14  | Vale of Glamorgan     | Galles      |
| Alex               | 14  | Sheffield             | Inghilterra |
| Emily              | 14  | Altrincham, Cheshire  | Inghilterra |
| Jennielyn Musk     | 15  | Essex                 | Inghilterra |
| Lewis              | 15  | London                | Inghilterra |
| Matt Johnson       | 15  | Ringwood, Bournemouth | Inghilterra |

* Adam e Fabian hanno compiuto 13 anni durante la spedizione.

## Serious Amazon (2005)
29000 ragazzi tra 12 e 15 anni hanno partecipato alle selezioni. Il team degli otto fortunati è andato in Sudamerica a partire dal 9 luglio 2005, con la missione di salvare dalla pesca di frodo i Delfini rosa di fiume e due scimmie Uakari dal bracconaggio. I ragazzi hanno rimosso le reti da pesca illegali, in cui fortunatamente non hanno trovato prede, e costruito un recinto per le due scimmie Uakari, una delle quali è sfortunatamente morta prima del suo completamento. Il team è stato guidato da Ben Major e Polly Murray, prima donna scozzese a scalare tutte le principali vette dell'Himalaya.

### Gli avventurieri[12]
| Nome           | età | Località d'origine | Nazionalità |
| -------------- | --- | ------------------ | ----------- |
| Bethany        | 15  | Essex              | Inghilterra |
| Cally          | 14  | Edimburgo          | Scozia      |
| Georgia Groome | 13  | Derby              | Inghilterra |
| Jamie          | 15  | Vale Of Gwent      | Galles      |
| Jonathan       | 13  | Londra             | Inghilterra |
| Matt           | 14  | Liverpool          | Inghilterra |
| Sam            | 14  | Edimburgo          | Scozia      |
| Simran         | 14  | Berkshire          | Inghilterra |

## Serious Andes (2006)
Gli otto avventurieri, scelti tra un record di 36000 candidati tra 12 e 15 anni, si sono recati in Ecuador, per costruire un recinto per due Orsi dagli Occhiali salvati dal bracconaggio. La quota di lavoro (2600 metri s.l.m.), con la conseguente rarefazione dell'ossigeno, ha causato problemi, poiché la gran parte dei ragazzi ha accusato sintomi di Mal di montagna, che però sono stati quasi tutti superati in qualche giorno, oltre a un maggiore affaticamento fisico. Pertanto gli avventurieri sono stati seguiti passo a passo da uno staff medico. La carenza di ossigeno ha causato anche maggiore irritabilità da parte dei ragazzi, che sono spesso entrati in conflitto tra loro; in particolare Sarah, cresciuta a lungo in uno dei quartieri più difficili di Londra, ha avuto gravi attriti con Caitlin. Ciò ha causato un ritardo nei lavori, ma la situazione è stata provvidenzialmente risolta dagli accompagnatori.
Conclusi i lavori, i ragazzi hanno tentato la scalata del monte Cotopaxi (5872 metri s.l.m.). Solo quattro avventurieri (Caitlin, Erin, Kylie e Will) sono riusciti a conquistare la vetta del vulcano: gli altri quattro (Sarah, Liam, Matt e Joshua) sono stati fermati da un riacutizzarsi del Mal di montagna, che ha spinto i medici del gruppo a ricondurli a valle. Il gruppo è stato guidato ancora da Ben Major e Polly Murray.

### Gli avventurieri[14][15]
| Nome             | Età | Località d'origine            | Nazionalità |
| ---------------- | --- | ----------------------------- | ----------- |
| Joshua           | 12  | Twickenham, Middlesex         | Inghilterra |
| Will             | 15  | High Wycombe, Buckinghamshire | Inghilterra |
| Matt             | 14  | Addlestone, Surrey            | Inghilterra |
| Liam             | 14  | Addlestone, Surrey            | Inghilterra |
| Caitlin Brennan  | 13  | Garnethill, Glasgow           | Scozia      |
| Erin Fulton      | 15  | Bo'ness                       | Scozia      |
| Kylie Mautenyane | 15  | Middlesbrough                 | Inghilterra |
| Sarah            | 15  | Londra                        | Inghilterra |

### Record
In Serious Andes, scalando il monte Cotopaxi, il team è diventato il più giovane gruppo al mondo a raggiungere una tale altitudine (5872 metri s.l.m.). La tredicenne Caitlin Brennan, scozzese di Glasgow, che pure aveva rischiato di essere esclusa alle selezioni, dopo aver dimostrato un carattere di ferro, coraggio e un'indomita forza di volontà per tutta la spedizione, in particolare durante la scalata, oltre che uno straordinario adattamento alle condizioni di alta montagna, che ha sorpreso anche i coordinatori, è diventata la più giovane europea a completare una simile impresa (la seconda al mondo).

## Serious Ocean (2007)
Gli otto avventurieri, scelti tra  28000 candidati sono stati mandati sulle isolate coste del Cile meridionale. Hanno vissuto su una barca e aiutato a sorvegliare il Ghiacciaio Chloe, il più a sud fuori dall'Antartide. Poi hanno navigato attorno a Capo Horn. Il team di Serious Ocean è stato ancora guidato da Ben Major e Polly Murray. Questa serie, come le successive, non sono mai state doppiate in italiano e trasmesse dalla Rai.

### Gli avventurieri
| Nome          | età | Località d'origine   | Nazionalità |
| ------------- | --- | -------------------- | ----------- |
| Harry         | 13  | Lancashire           | Inghilterra |
| Katie Barclay | 13  | Kilmarnock, Ayrshire | Scozia      |
| Callum Kenny  | 14  | Colton, Leeds        | Inghilterra |
| Robyn         | 12* | Woodley, Berkshire   | Inghilterra |
| Charlotte     | 13  | Clwyd                | Galles      |
| Conor         | 15  | Liverpool            | Inghilterra |
| Sybil         | 14  | Londra               | Inghilterra |
| David         | 15  | Londra               | Inghilterra |

* Robyn ha compiuto 13 anni all'inizio del viaggio.

### Record
L'équipe di Serious Ocean è diventata la più giovane ad aver raggiunto via mare Capo Horn

## Serious Explorers: Livingstone (2009)
L'edizione successiva di Serious sarebbe dovuta essere filmata in Cina, ove gli otto avventurieri avrebbero ripercorso il famoso viaggio di Marco Polo. I ragazzi avrebbero attraversato su dei cammelli il Deserto del Taklimakan, superato montagne e passato molto tempo con le tribù locali.
Le selezioni sono terminate a gennaio 2009. 500 candidati, sui 14000 che hanno fatto richiesta di iscrizione, sono stati intervistati telefonicamente. Poi 120 ragazzi sono stati scelti per il primo turno di selezioni a Londra, Manchester e Bristol. 16 di loro sono stati condotti in Galles per un weekend di prove, da cui sono usciti gli 8 vincitori. Il viaggio sarebbe dovuto durare dal 7 luglio al 7 agosto 2009, e sarebbe dovuto andare in onda sulla BBC nei primi mesi del 2010.
Tuttavia, a causa di problemi politici nella zona prescelta, la location di Serious Explorers è stata spostata all'ultimo momento in Tanzania. Ciò ha fatto slittare la spedizione a ottobre 2009, rinviando la messa in onda a metà 2010.
Come se non bastasse, durante le riprese, il 30 ottobre 2009, il coordinatore di spedizione Anton Turner è morto investito da un branco di elefanti impazziti che hanno caricato l'area di svolgimento del programma. In seguito a questa tragedia i ragazzi partecipanti sono stati evacuati in tutta fretta e la produzione è stata cassata. La serie è comunque andata in onda sui canali della BBC all'inizio del 2011: anche questa risulta inedita in Italia.

## Premi
Tutte le edizioni del format sono state insignite di riconoscimenti. Tra questi tre BAFTA children's awards: per Serious Desert nel 2004, Serious Arctic nel 2005 e Serious Andes nel 2007. Serious Amazon ha ricevuto una nomination nel 2006. La Royal Television Society ha insignito il format di tre Best Children's Programme: nel 2002 per Serious Jungle, nel 2005 per Serious Arctic e nel 2007 per Serious Andes. Inoltre Serious Arctic ha vinto nel 2006 il Prix Jeunesse International con un Broadcast Award e un Bulldog Award. Serious Ocean ha vinto il Maritime Media Award 2008.

## Curiosità
A dicembre 2007 è uscito un libro, scritto dall'ideatore del programma, Marshall Corwin, intitolato Serious Survival: How to Poo in the Arctic and Other Essential Tips (Come sopravvivere nell Artico e altri suggerimenti essenziali), che, oltre a ripercorrere la storia del format, fornisce varie nozioni di sopravvivenza negli ambienti più disparati. Ha ricevuto il Royal Society Junior Science Books Prize 2007.